# Кокос (остров)
Вижте пояснителната страница за други значения на Кокос.
Кокос (на испански: Isla del Coco) е костарикански остров, разположен на 550 км (330 мили) от тихоокеанското крайбрежие на Коста Рика в Тихия океан.
Съставлява 11-ата околия (една от 13-те околии) на кантон Пунтаренас в провинция Пунтаренас Островът няма нищо общо с намиращите се южно от о. Суматра Кокосови острови.
Кокос е един от националните паркове на Коста Рика. Туристи могат да стъпят на брега само след позволението на охраната на острова, но не им се разрешава лагеруване и спане на него. Координатите на острова са: 5°31′08″ с. ш. 87°04′18″ з. д. / 5.518889° с. ш. 87.071667° з. д.. Територията му е 23,85 км² (16 мили²), около 8 на 3 км (5 на 1,8 мили) дължина на ширина, в някаква степен с правоъгълна форма. Станция Вафер (Estación Wafer) е разположена на залива Вафер (Bahía Wafer) на северния бряг. Най-високата част Серо Иглесиас (Cerro Iglesias) висока 671 м се издига в югозападната част на острова. Периметърът му е около 21 км (12½ мили). Остров Кокос и околните му скали са единствените изплували острови на Кокосовото плато, една от малките тектонски плочи. Заобиколен от океански дълбини със силни турболентни вълни той е предпочитано място за посещения от леководолазни гмуркачи заради популациите от акула чук, морски звезди и делфини.

## История

### Откриване
Дж. Лайнс (вестник Диарио де Коста Рика, 12 май 1940) цитира Фернандес де Овиедо, който твърди че откривател на острова е Йохан Кабечас. Други източници твърдят, че Хоан Кабезас де Градо не е португалски мореплавател, а астурски. Д. Ливр, Una isla desierta en el Pacífico; la isla del Coco в Los viajes de Cockburn y Lievre por Costa Rica (1962: 134) казва, че първият документ, в които се споменава името на остров Кокос, е карта, рисувана върху пергамент, поръчана от Енрике II и отпечатана през 1542 г. през управлението на Франсиско I. В планисферата си Никола Деслие (1556, Dieppe) поставя остров Кокос (Ysle de Coques) около един и половина градуса северно от екватора.
Книгата „Пустинният остров“ (Desert Island) (Робинзон Крузо Ентърпрайсис, Северен Ванкувър, 1996) изказва изпълнената с детайли теория, че Даниел Дефо използва остров Кокос като прецизен модел за описанието на безлюдния остров на корабокрушенеца Робинзон Крузо. Все пак Дефо локализира острова на Робинзон не в Тихия океан, а по-скоро около бреговете на Венецуела в Атлантическия океан.
Островът официално е част от Коста Рика от провъзгласяването на Конституцията на Коста Рика на 7 ноември 1949 г. На 12 май 1970 г. е присъединен административно към централния кантон на провинция Пунтаренас, посредством Указ става 12-ата околия на Централния контон. Островът е обявен за национален парк с указ от 1978.
Романът на Майкъл Крайтън „Джурасик парк“ се съсредоточава върху измисления остров Нублар (Isla Nublar), който е в близост до западните брегове на Коста Рика. Може би о. Кокос е вдъхновението за него. Този аргумент се поддържа и от играта на Дриймуъркс Интерактив „Джурасик парк: Нарушителя“ (1998), която използва топографията на о. Кокос като заместник на измисления остров, на който се развива действието.

## Национален парк
През 1998 г. е основан Национален парк „Остров Кокос“. Това става с постановление на ЮНЕСКО. През 1982 г. Коста Рика обявява острова за охраняема зона от международно значение. През 1991 г. с постановление на ЮНЕСКО охраняемата зона е разширена като освен острова в нея се включва и морската зона на разстояние от 15 морски мили. С този акт на националния парк е приписан статут на пълна неприкосновеност. Забранява се риболова в контролираната зона и експлоатацията на ресурсите на острова независимо с каква цел. През 1995 г. на острова и окръжаващата го морска територия бива присвоен статут на охраняема територия на ЮНЕСКО. За състоянието на екосистемата на острова има група от девет наблюдатели. Те обитават две сгради, разположени в близост до заливите Чатъм и Уофър.

### Избори, 2006 г.
На 5 февруари 2006 г. по време на изборите в Коста Рика, за пръв път гласуват постоянните 33 обитатели на острова. Жителите на острова са костарикански стражари, които са се установили в 2 лагера, включително в залива Инглиш.